# Сі Ван Му

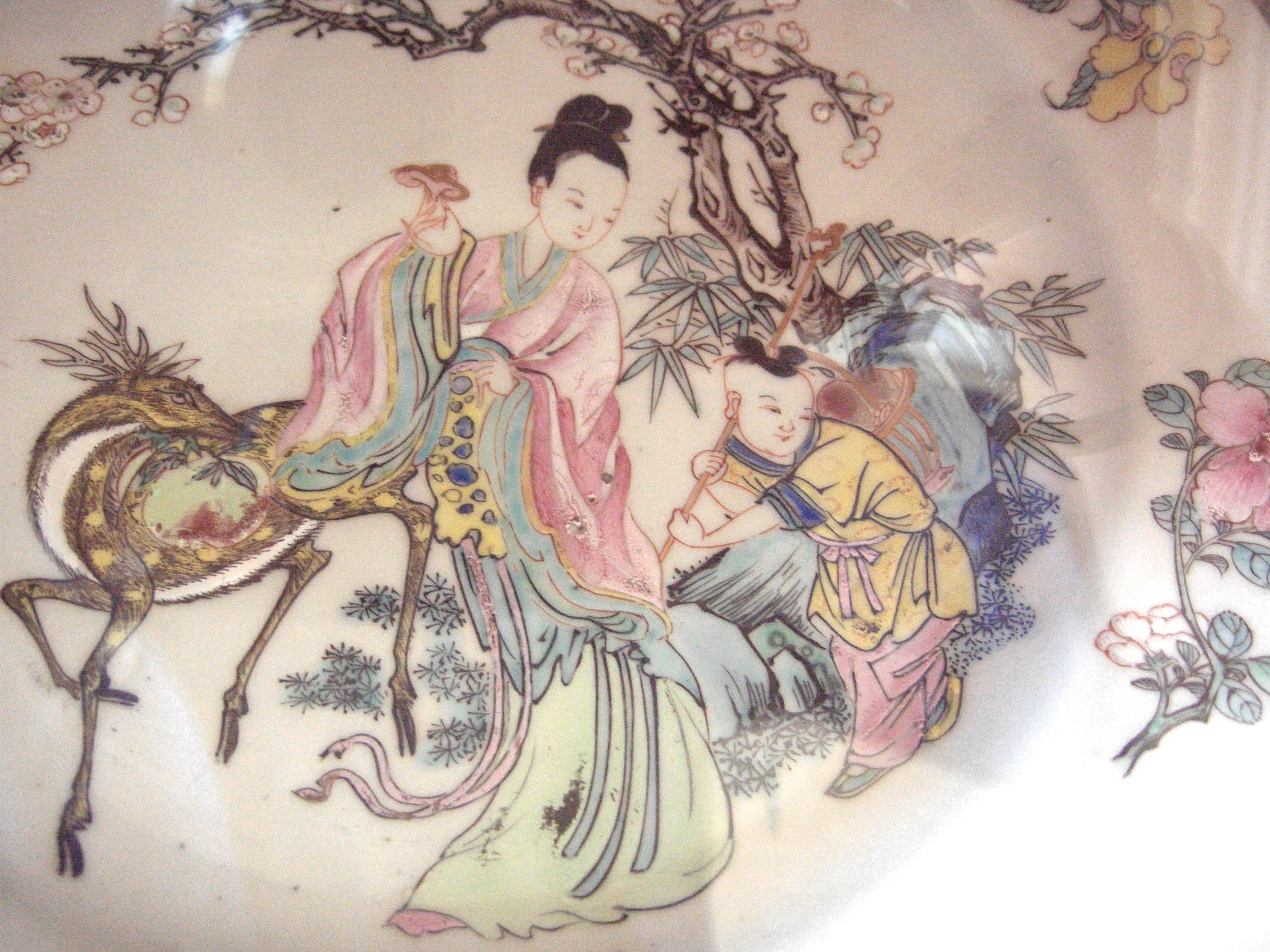
Сі Ван Му в оточенні оленя та дитини

Сі Ван Му (кит.: 西王母, Xīwángmǔ, «Королева-Мати Заходу») — в китайській міфології правителька раю на Заході і богиня даоського пантеону. Відповідає за нагляд над Небесною Стіною. Вважається богинею безмертя і плодовитості. Протиставляється чоловічому божеству Дунь Ван Пу.
Початково Сі Ван Му згадується у «Путівнику Гір і Морей» часів династії Чжоу, як старшна богиня з зубами тигра, яка насилає на Землю чуму. Після її прийняття до даоського пантеону, стала богинею життя та безсмертя.
У народних віруваннях, «Королева-Мати Заходу» живе з білими воронами та червоними феніксами у золотому палаці біля озера, де вона вирощує персики. Вважається, що пахощі цих персиків можна зачути за милі від палацу і вони можуть приспати навіть найнещаснішу людину. Богиня має також особливе персикове дерево, яке раз на 3000 років плодоносить персиками безсмертя. Саме тоді Сі Ван Му запрошує усіх богів на бенкет, частуючи їх цими чарівними плодами.